# Teneriffa News
Teneriffa News ist ein deutschsprachiges Online-Nachrichtenportal für die Kanarischen Inseln. Im Jahr 2011 als reines Teneriffa-Magazin gegründet, wird inzwischen über alle Kanarischen Inseln berichtet.

## Geschichte und Themen
Die deutschsprachige Auslandspublikation richtet sich sowohl an vor Ort lebende Residenten und Überwinterer als auch an Touristen. Ursprünglich als reine Online-Lokalzeitung gestartet, gibt es neben der aktuellen Berichterstattung, die auch von der internationalen Presse aufgegriffen wurde, inzwischen auch Reiseführer, Terminankündigungen und kanarische Rezepte. Im November 2020 führte das Portal als erstes auf den Kanarischen Inseln Bezahlinhalte ein, um sich von der reinen Werbefinanzierung zu lösen. Teneriffa News ist nach eigenen Angaben das meistgelesene deutschsprachige Nachrichtenportal auf den Kanarischen Inseln.

## Autoren und Herausgeber
Gegründet und herausgegeben von Johannes Bornewasser, einem deutschen Journalisten auf Teneriffa, verfügt Teneriffa News inzwischen über eine feste Redaktion, die sich über verschiedene Kanarische Inseln verteilt und von freien Mitarbeitenden sowie Gastautorinnen und Gastautoren unterstützt wird.